# Estocástico
Se denomina estocástico (del latín stochasticus, que a su vez procede del griego στοχαστικός stochastikós "hábil en conjeturar") al sistema cuyo comportamiento intrínseco es no determinista. Se considera no determinista en la medida en que el subsiguiente estado del sistema se determina tanto por las acciones predecibles del proceso como por elementos aleatorios. No obstante, de acuerdo con Mark Kac y E. Nelson, cualquier desarrollo temporal (sea determinista o esencialmente probabilístico) que se pueda analizar en términos de probabilidad merece el calificativo de proceso estocástico. En concreto: el término estocástico se aplica a procesos, algoritmos y modelos en los que existe una secuencia cambiante de eventos analizables probabilísticamente a medida que pasa el tiempo.

## Origen
El uso del término «estocástico» para hacer referencia a algo basado en la teoría de la probabilidad se puede retrotraer en el tiempo hasta Ladislaus Bortkiewicz, quien le dio el sentido de «hacer conjeturas», y que porta el término griego desde los antiguos filósofos, a partir del título de Ars Conjectandi que Jakob Bernoulli dio a su trabajo sobre teoría de la probabilidad.
En matemáticas, específicamente en la teoría de la probabilidad, el campo de los procesos estocásticos ha sido una importante área de investigación. Si bien en muchos problemas probabilísticos se usan variables aleatorias fijas, en los procesos estocásticos se necesita especificar las variables aleatorias para cada instante del tiempo.
Una matriz estocástica es una matriz que tiene valores reales no negativos que suman uno en cada columna.

## Aplicaciones

### Ciencias naturales
Un ejemplo de proceso estocástico en el mundo natural es la presión en un gas tal y como se modela en un proceso de Wiener. Incluso aunque (en términos clásicos) cada molécula se mueve siguiendo un patrón determinista, el movimiento de un conjunto de ellas es informática y prácticamente impredecible. Un conjunto suficientemente grande de moléculas mostrará características estocásticas, como llenar su recipiente, ejercer la misma presión, difundirse en gradientes de concentración, etc. Estas son propiedades emergentes de los sistemas.

#### Física
La denominación «Montecarlo» para el método estocástico de Montecarlo fue popularizado por los investigadores de física Stanislaw Ulam, Enrico Fermi, John von Neumann y Nicholas Metropolis, entre otros. El nombre hace referencia al Casino de Montecarlo en Mónaco, donde el tío de Ulam tomaba dinero prestado para apostarlo. El uso de la aleatoriedad y de la naturaleza repetitiva del proceso son análogos a las actividades que se llevan a cabo en un casino.

#### Biología
En los sistemas biológicos, se ha encontrado que la introducción de ruido estocástico contribuye a mejorar la fuerza de la señal de loops de feedback interno utilizados para equilibrio y otras formas de comunicación vestibular. Multitud de eventos bioquímicos también conducen por sí mismos al análisis estocástico. La expresión génica, por ejemplo, es un proceso estocástico derivado de la impredecibilidad inherente a las colisiones moleculares (por ejemplo, la unión y separación de la ARN polimerasa a un promotor) resultado del movimiento browniano.

### Otras disciplinas

#### Medicina
El efecto estocástico o el "efecto del azar" es una de las clasificaciones de los efectos de la radiación que hace referencia a la naturaleza azarosa y estadística del daño. A diferencia del efecto determinista, la gravedad es independiente de la dosis. Solo la probabilidad de un efecto incrementa con la dosis. El cáncer es un efecto estocástico.
La diferenciación estocástica es en la que una población de células madre se mantiene por el equilibrio entre las divisiones de células madre que generan dos células madre con capacidad de autorrenovarse o dos que se diferencian.

#### Inteligencia artificial
En inteligencia artificial, un programa estocástico opera utilizando métodos probabilísticos para solucionar problemas, como el algoritmo de recocido simulado, las redes neuronales estocásticas, la optimización estocástica, los algoritmos genéticos y la programación genética. Un problema puede ser estocástico por sí mismo, como al planificar bajo incertidumbre.

#### Música
En la música, se pueden generar elementos estocásticos mediante procesos matemáticos. Es factible utilizar procesos estocásticos para componer piezas fijas, que se pueden producir en una interpretación.
Uno de los precursores de la música estocástica es Iannis Xenakis, quien para componer utilizó probabilidad, teoría de juegos, teoría de grupos, teoría de conjuntos y álgebra de Boole. También utilizaba con frecuencia ordenadores para producir sus trabajos. Antes, John Cage y otros autores habían compuesto música aleatoria o indeterminada, que se crea mediante procesos al azar pero que carece de una base matemática estricta.

#### Reproducción del color
Cuando se realiza reproducción del color, se separa la imagen en los colores que le dan forma a través de la toma de múltiples fotografías filtradas para cada color. La película resultante representa los diferentes datos de cian, magenta, amarillo y negro. La impresión en color es un sistema binario, donde la tinta puede estar o no estar presente, de modo que todas las separaciones de color que van a ser impresas deben poder ser trasladadas en puntos en alguna fase del proceso de trabajo. Las líneas de pantalla tradicionales, que tienen amplitud modulada, sufren problemas con el patrón de Moiré, pero siguieron siendo utilizadas hasta que el proceso estocástico conocido en inglés como stochastic screening apareció. Un proceso de puntos estocástico (o de frecuencia modulada) crea una imagen de mayor agudeza.

#### Lengua y lingüística
Los acercamientos no deterministas en los estudios de la lengua se inspiran principalmente en el trabajo de Ferdinand de Saussure. En las teorías lingüísticas basadas en el uso, por ejemplo, donde se argumenta que la competencia, o habla, se basa en la actuación, en el sentido del conocimiento lingüístico, siendo este basado en la frecuencia de la experiencia, se suele decir que la gramática es probabilística y variable antes que fija y absoluta. Esto es así, porque la competencia de una persona puede cambiar de acuerdo a la propia experiencia en términos lingüísticos. De esta manera, la frecuencia de eventos de uso determina el conocimiento que un individuo tiene de la lengua en cuestión.

### Ciencias sociales y economía
La teoría de la ciencia social estocástica es similar a la teoría de sistemas en que los eventos son interacciones de los sistemas, aunque con un marcado énfasis sobre los procesos inconscientes. El evento crea sus propias condiciones de posibilidad, haciéndolo impredecible para las variables que participan de él. La teoría de la ciencia social estocástica puede verse como una elaboración de un tipo de "tercer eje" en el que puede situarse el comportamiento humano en la línea de la oposición tradicional entre "naturaleza vs cuidado".

#### Industria
Se asume que los procesos industriales son procesos estocásticos. Este supuesto es válido de modo general tanto para procesos industriales continuos como por lotes. La prueba y monitorización del proceso se graba utilizando un mapa de control de procesos que traza un parámetro de un proceso de control en el tiempo. Típicamente, una docena o más de parámetros serán monitorizados de modo simultáneo. Los modelos estadísticos son utilizados para definir líneas límite que establecen cuando las acciones correctivas deben tomarse para llevar el proceso hacia su ventana de operaciones intencionales.

#### Finanzas
Los mercados financieros utilizan modelos estocásticos para representar el comportamiento aparentemente aleatorio de activos como los valores, las materias primas y los tipos de interés. Estos modelos son utilizados, entonces, por los analistas cuantitativos para valorar el precio de los valores, títulos de renta fija o de los tipos de interés. Estas técnicas son igualmente utilizadas en la industria de los seguros.